# Ungarische Beachhandball-Nationalmannschaft der weiblichen Jugend
Die ungarische Beachhandball-Nationalmannschaft der weiblichen Jugend repräsentiert den ungarischen Handball-Verband in der Altersklasse der Jugend (U 16, U 17, U 18) als Auswahlmannschaft auf internationaler Ebene bei Länderspielen im Beachhandball gegen Mannschaften anderer nationaler Verbände. Sie steht damit altersmäßig vor der Nationalmannschaft der Juniorinnen sowie der A-Nationalmannschaft. Das männliche Pendant ist die Ungarische Beachhandball-Nationalmannschaft der männlichen Jugend. Den Kader nominiert der Nationaltrainer.

## Geschichte

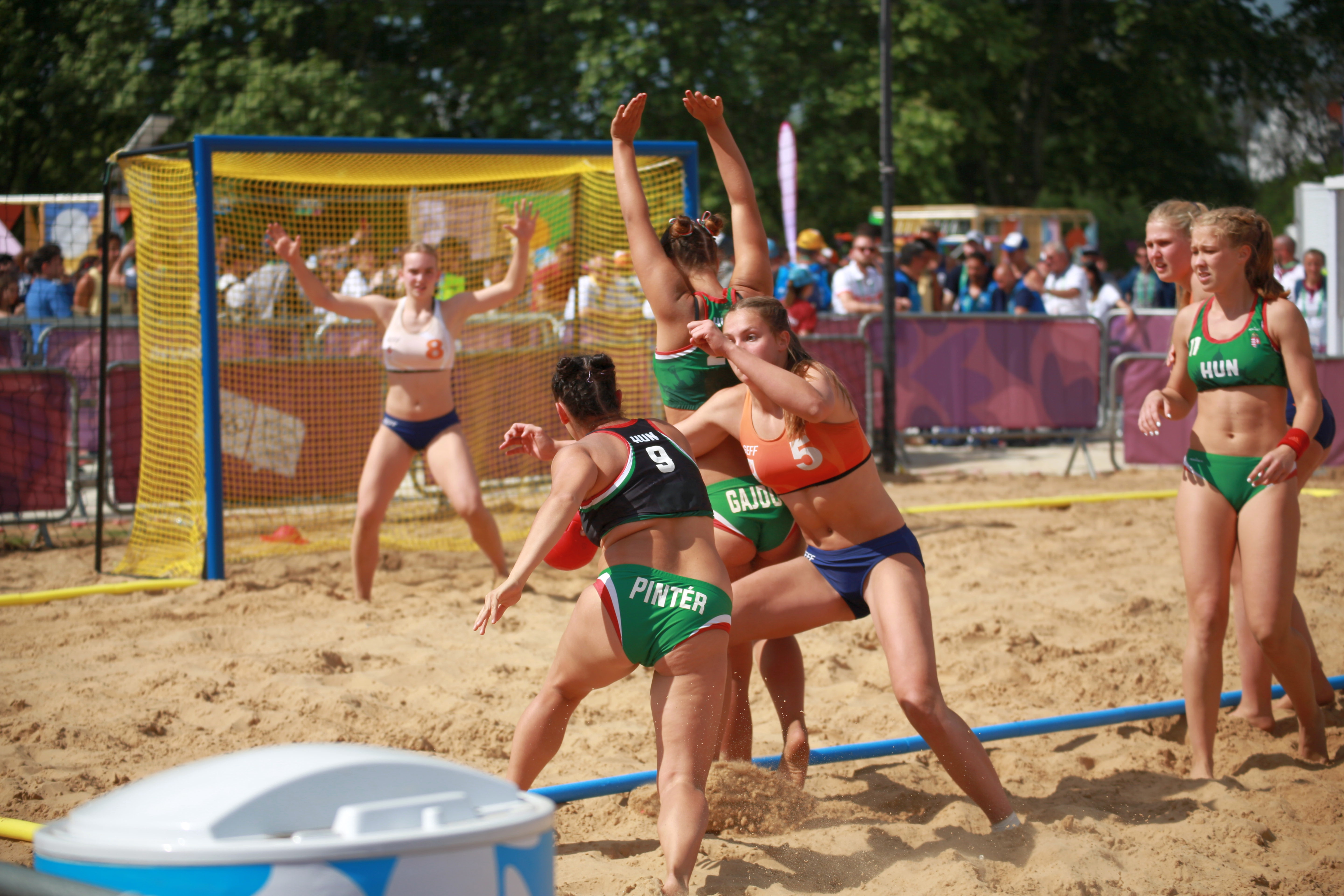
Ungarn (grün) im Bronzemedaillenspiel gegen die Niederlande (blau) bei den Olympischen Jugendspielen 2018: Klaudia Pintér (9) im Angriff gegen Marit van Ede (5), während Dorottya Gajdos (26) den Weg frei sperrt; Rebeka Benzsay und dahinter Amber van der Meij können nur noch zusehen; im Tor Lieke van der Linden

Die Nationalmannschaft wurde in der zweiten Hälfte der 2000er Jahre gegründet und nahm im Rahmen der Jugendeuropameisterschaften 2008 erstmals an einer internationalen Meisterschaft teil. Auch die Jugendeuropameisterschaften 2011 wurden als Jugend-Europameisterschaften ausgetragen, obwohl sie als U-19-Turnier durchgeführt wurden. Sie wird als U-19-Turnier dennoch bei der Juniorinnen-Nationalmannschaft behandelt.
Die ungarischen Nachwuchsmannschaften sind die erfolgreichsten in Europa und der Welt. Sie haben den Titel bei den bislang einzigen Nachwuchsweltmeisterschaften 2017 (U 17) ebenso gewonnen wie alle vier Titel in der Altersklasse U 18 der Jugend-Europameisterschaften. Zudem kommen beide Silbermedaillen in der Altersklasse U 17 sowie die Bronzemedaille bei den Olympischen Jugend-Sommerspielen 2018 in Buenos Aires. Einzig bei der einzigen Austragung der Jugend-Europameisterschaften in der Altersklasse U 16 blieb Ungarn bislang medaillenlos.

## Trainer
| Cheftrainer - 2008–2016: János Gróz - seit 2017: Zoltán Pinizsi | Co-Trainer - 2008–2016: Mariann Rovnyai - seit 2017: Ágnes Győri |

## Teilnahmen

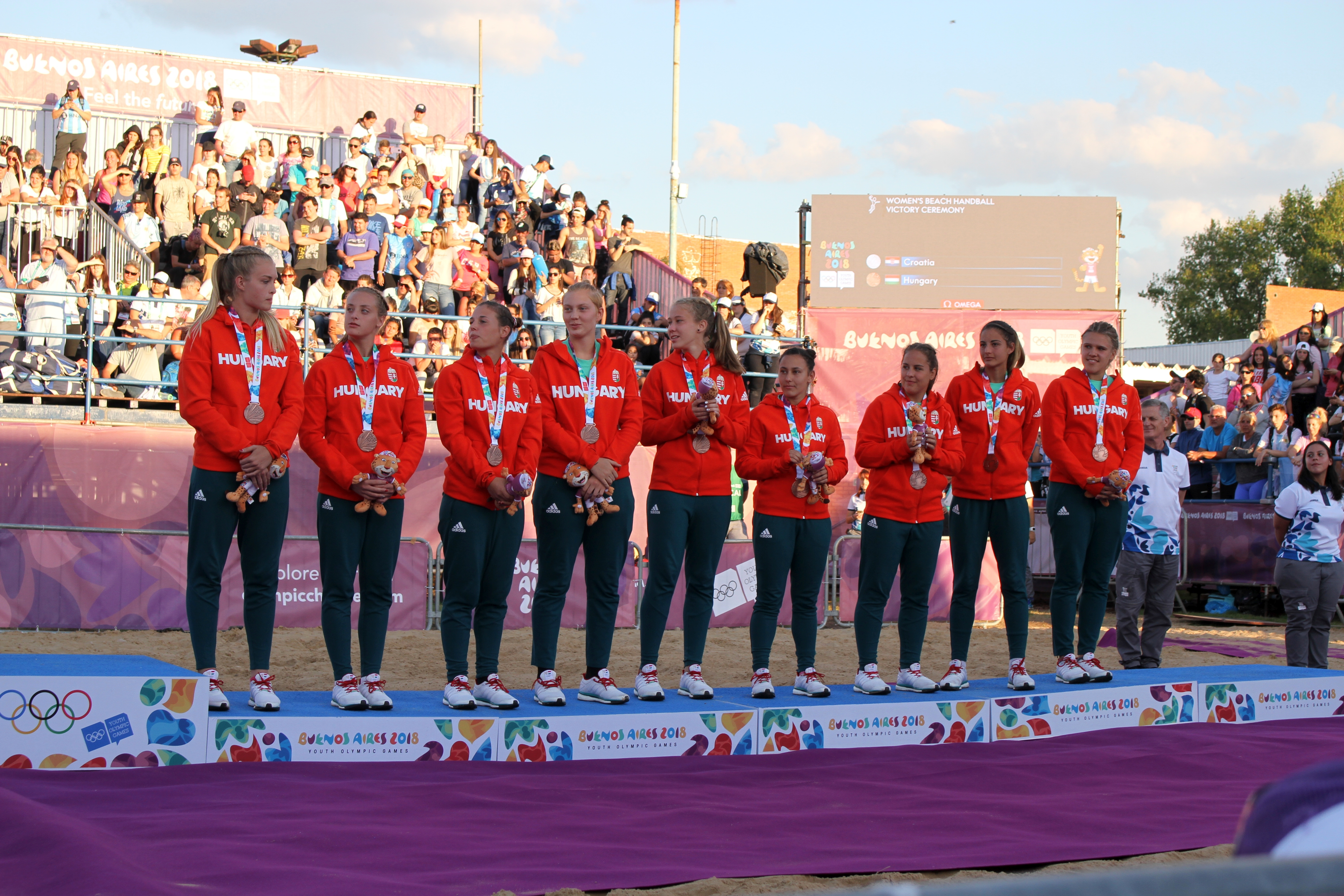
Die ungarische Mannschaft bei der Medaillenverleihung bei den Olympischen Sommerspielen 2018

Olympische Jugend-Sommerspiele
- 2018 (U 18): 3.

Jugend-Weltmeisterschaften
- 2017 (U 17):  1.

Jugend-Europameisterschaften
- 2008 (U 18): 1.
- 2012 (U 18): 1.
- 2014 (U 18): 1.
- 2016 (U 16): 5.
- 2017 (U 17): 2.
- 2018 (U 18): 1.
- 2019 (U 17): 2.

- EM 2008[1]: Jenifer Antal • Vivien Drevényi • Kitti Gróz • Ágnes Hajdu • Kármen Kántor • Kinga Kovács • Alexandra Péti • Nikolett Potornai • Réka Schneck • Fanny Szebellédy
- EM 2012[2]: Nóra Leila Bozsó • Dalma Dancsó • Kitti Gróz • Dóra Ivanics • Fruzsina Kretz • Sára Sütő • Zsófia Szondi • Emese Tóth • Enikő Tóth • Adrienn Zsigmond
- EM 2014[3]: Nóra Leila Bozsó • Fanni Friebesz • Réka Frigyesi • Réka Hajek • Vivien Ladics • Nikolett Nagy • Laura Szecsődi • Fanni Szűcs • Krisztina Tóth • Viktória Vígh
- EM 2016[4]: Rebeka Benzsay • Csenge Braun • Dorottya Gajdos • Gréta Hadfi • Réka Király • Rebecca Kovács • Sára Léránt • Tímea Tuscher • Veronika Vitovszki • Virág Wágner
- EM 2017[5]: Rebeka Benzsay • Csenge Braun • Neszta Fodor • Dorottya Gajdos • Gréta Hadfi • Réka Király • Sára Léránt • Klaudia Pintér • Veronika Vitovszki • Virág Wágner
- WM 2017: Rebeka Benzsay • Csenge Braun • Dorottya Gajdos • Gréta Hadfi • Réka Király • Gabriella Landi • Sára Léránt • Klaudia Pintér • Veronika Vitovszki • Virág Wágner
- EM 2018[6]: Rebeka Benzsay • Csenge Braun • Dorottya Gajdos • Gréta Hadfi • Hanna Husti • Réka Király • Gabriella Landi • Sára Léránt • Dalma Mátéfi • Klaudia Pintér • Veronika Vitovszki • Virág Wágner
- OJS 2018[7]: Rebeka Benzsay • Csenge Braun • Dorottya Gajdos • Gréta Hadfi • Réka Király • Gabriella Landi • Sára Léránt • Dalma Mátéfi • Klaudia Pintér
- EM 2019[8]: Hanka Balogh • Fanni Rebeka Bozó • Nikolett Böhm • Tekla Farkas • Diána Dóra Ferenczy • Fanni Kenéz • Fanni Mistina • Petra Simon • Tekla Szabó • Zita Szalma • Lili Uhrin • Dorottya Zentai

## Einzelbelege
1. ↑  European Handball Federation - 2008 Women's ECh Beach Handball 18 / Final Round. Abgerufen am 17. November 2020 (englisch).
2. ↑  European Handball Federation - 2012 Women's ECh Beach Handball 18 / Final Tournament. Abgerufen am 17. November 2020 (englisch).
3. ↑  European Handball Federation - 2014 Women's ECh Beach Handball 18 / Final Tournament. Abgerufen am 17. November 2020 (englisch).
4. ↑  European Handball Federation - 2016 Women's ECh Beach Handball 16 / Final Tournament. Abgerufen am 17. November 2020 (englisch).
5. ↑  European Handball Federation - 2017 Women's Ech Beach Handball 17 / Final Tournament. Abgerufen am 17. November 2020 (englisch).
6. ↑  European Handball Federation - 2018 Women's ECh Beach Handball 18 / Final Tournament. Abgerufen am 17. November 2020 (englisch).
7. ↑  2018 Summer Youth Olympics Official Result Book Beach handball
8. ↑  European Handball Federation - 2019 Women's Ech Beach Handball 17 / Final Tournament. Abgerufen am 17. November 2020 (englisch).